# Jørgen Hohendorff
Jørgen (Jürgen) Hohendorff (23. april 1577 på Falkenhagen – 26. april 1640 på Rønneholm) var en dansk fiske- og jægermester, far til Steen Hohendorff.
Han stammede fra en i Tyskland vidt udbredt slægt og kom fra Brandenburg, hvor skrev sig til Falkenhagen. Hohendorff blev opdraget i fem år hos sin moster fru Elisabeth Barfus til Predikau, gik siden til skole i Mørkeberg, tjente siden sin fætter Claus Barfus til Predikau, med hvem han kom til Danmark 1594, tjente hos Tage Krabbe for dreng i 11 år, opholdt sig så et års tid hjemme, var 1606-10 hofjunker hos hertug Philip Julius af Pommern-Wolgast, blev 1610 hofjunker hos kong Christian IV, var 1611-20 kongelig fiskemester og 1621-27 kongelig jægermester.
Hohendorff takseredes 1625 til l74 tønder hartkorn, blev 1627 forlenet med Jerrestad Herred og 1629 med Borreby, solgte 1634 Sandbygård til Rønnow Bille. I Danmark erhvervede han herregården Rønneholm i Skåne.
28. maj 1620 ægtede han i Køge Helle Steensdatter Laxmand (23. december 1592 i Halmstad - 11. april 1640 på Rønneholm), datter af Steen Madsen Laxmand og Margrete Hansdatter Baden.
Han og hustruen er begravet i Stehags kyrka.